# Lupe Silva
María Guadalupe Silva Cosío, conocida artísticamente como Lupe Silva, fue una cantante y actriz mexicana y la última intérprete del compositor Agustín Lara.
Su hermana, la cantante Rebeca Silva Cosío,  también fue intérprete de Lara.
Empezó su carrera artística cantando en el Café Francés junto a Los Bribones y Lupita Corazón.
Grabó para Discos Peerless un disco de larga duración titulado Mil recuerdos y una voz.
En la década de los sesenta, Discos Musart la contrató para grabar dos álbumes con composiciones de Agustín Lara: Evocando "La hora azul" de Lara y Canciones de Lara. Para el sello Musart también grabó un disco con composiciones de Gabriel Ruiz.
Como actriz, interpretó el papel de Eduviges en la película La trenza (1975).
En 1992, participó en el espectáculo musical Solamente una vez, un homenaje a Agustín Lara organizado por la Asociación Nacional de Actores en el Teatro de la Ciudad Esperanza Iris.
En 1993, participó en Gran gala de la canción romántica, una serie de espectáculos musicales que ella misma organizó en el Teatro Reforma (del Instituto Mexicano del Seguro Social) y que contó con las actuaciones de famosos intérpretes del bolero mexicano.
Lupe Silva falleció en 2012.

## Discografía
- Mil recuerdos y una voz (Peerless)
- Evocando la hora azul de Lara (Musart)
- Canciones de Lara (Musart)
- Lupe Silva interpreta a Gabriel Ruiz (Musart)